# Physik (Album)
Physik ist ein Studioalbum der Kassierer und erschien am 24. September 2010.

## Hintergrund
Das Oberthema Physik schlägt sich in einigen Songs nieder, so wird Quantenphysik zum Beispiel mit einem Zitat von Niels Bohr eingeleitet. Insgesamt ist der Anteil an Fäkalhumor leicht geringer als auf den vorhergehenden Alben, stattdessen gibt es mehr intellektuelle und tiefgründige Lieder. Die Instrumentierung ist erneut breit gefächert und reicht vom Synthesizer über die Heimorgel bis hin zur Zither. In der Hip-Hop-Parodie No Future, das war gestern hat Mambo Kurt einen Gastauftritt.
Das Album enthält wie üblich einige Coverversionen:
- „Nieder mit die Arbeit“, Originaltitel Wer die Arbeit hat erfunden (Lied der Pennbrüder) (Harry Steier)
- „Mir ist alles piepe“ (Peter Igelhoff)
- „Wirtshausschlägerei“, Abwandlung von „In der Weihnachtsbäckerei“ (Rolf Zuckowski)
- „Was für ein Ticker ist ein Politiker?“ (Georg Kreisler)
- „Der Song von den brennenden Zeitfragen“ (Die Nachrichter)

## Rezeption
Carsten Vollmer bemängelte im Ox-Fanzine das Fehlen eines großen „Hits“, lobte aber die Genre-Vielfalt und die Band als Gesamtkunstwerk. Das Moloko Plus vergab 8 von 10 Punkten und lobte die Beständigkeit der Band mit ihrer Gratwanderung zwischen Genie und Wahnsinn. Selbst im Metal Hammer wurde die Platte als intellektuell gefeiert und der spezielle Humor hervorgehoben.

## Songliste
1. Physikalisches Intro – 1:03
2. Nieder mit die Arbeit – 2:43
3. Ich fick dich durch die ganze Wohnung – 1:11
4. Drillinstructor-Song – 2:22
5. Ich war ein Spinner – 3:15
6. Das Lied vom Kot – 3:13
7. Radioaktiv! – 2:33
8. Schönes Universum – 2:36
9. Mir ist alles piepe – 2:23
10. Quantenphysik – 0:56
11. Verliebt in Whisky, Bier und Wein – 3:19
12. Im Sauerland kann man teleportieren – 0:46
13. Ich niese immer Scharlatan – 1:07
14. Zitronenhai – 3:51
15. Wirtshausschlägerei – 2:06
16. Was für ein Ticker ist ein Politiker? – 2:04
17. Sonnenfinsternis in Lissabon – 0:56
18. Erfindungen – 2:39
19. No Future, das war gestern – 2:42
20. Der Song von den brennenden Zeitfragen – 1:47
21. Der Mann, der rückwärts spricht – 5:59
22. Grüße und Dank – 3:08